# Distretto di Kavaklıdere
Il distretto di Kavaklıdere (in turco Kavaklıdere ilçesi) è uno dei distretti della provincia di Muğla, in Turchia.